# Kap Roux
Das Kap Roux (französisch Cap E. Roux) ist ein Kap im Nordwesten der Brabant-Insel im Palmer-Archipel vor der Westküste des Grahamlands auf der Antarktischen Halbinsel. Es markiert das nordwestliche Ende der Pasteur-Halbinsel.
Teilnehmer der Vierten Französischen Antarktisexpedition (1903–1905) unter der Leitung des Polarforschers Jean-Baptiste Charcot entdeckten es. Charcot benannte das Kap nach dem französischen Mediziner und Bakteriologen Émile Roux (1853–1933).